# Tyron Woodley
Pour les articles homonymes, voir Woodley.
Tyron Lakent Woodley, né le 17 avril 1982 à Ferguson dans le Missouri aux États-Unis), est un pratiquant professionnel d'arts martiaux mixtes (MMA). Il a combattu à l'Ultimate Fighting Championship en poids mi-moyens, où il a été champion du monde de 2016 à 2019. Son contrat avec l'UFC prend fin en avril 2021, et Tyron Woodley se reconvertit alors en boxe anglaise, perdant deux fois face à Jake Paul.

## Palmarès en arts martiaux mixtes

### Distinctions
- Ultimate Fighting Championship
  - Champion des poids mi-moyens de l'UFC (2016-2019)
  - Combat de la soirée (une fois) (contre Stephen Thompson)
  - Performance de la soirée (trois fois) (contre Dong Hyun Kim, Robbie Lawler, Darren Till)
  - KO de la soirée (une fois) (contre Josh Koscheck)

### Historique des combats
| 27 combats     | 19 victoires | 7 défaites |
| Par KO         | 7            | 2          |
| Par soumission | 5            | 1          |
| Sur décision   | 7            | 4          |
| Égalités       | 1            | 1          |

| Résultat | Record | Adversaire       | Méthode                               | Événement                                       | Date              | Round | Temps | Lieu                                    | Notes                                                              |
| -------- | ------ | ---------------- | ------------------------------------- | ----------------------------------------------- | ----------------- | ----- | ----- | --------------------------------------- | ------------------------------------------------------------------ |
| Défaite  | 19-7-1 | Vicente Luque    | Soumission (Brabo Choke)              | UFC 260 - Miocic vs. Ngannou 2                  | 27 mars 2021      | 1     | 3:56  | Las Vegas, Nevada, États-Unis           | Combat de la soirée.                                               |
| Défaite  | 19-6-1 | Colby Covington  | TKO (Blessure aux côtes)              | UFC Fight Night 178 - Covington vs. Woodley     | 19 septembre 2020 | 5     | 1:19  | Las Vegas, Nevada, États-Unis           |                                                                    |
| Défaite  | 19-5-1 | Gilbert Burns    | Décision unanime                      | UFC on ESPN: Woodley vs. Burns                  | 30 mai 2020       | 5     | 5:00  | Las Vegas, Nevada, États-Unis           |                                                                    |
| Défaite  | 19-4-1 | Kamaru Usman     | Décision unanime                      | UFC 235: Jones vs. Smith                        | 2 mars 2019       | 5     | 5:00  | Las Vegas, Nevada, États-Unis           | Perte du titre des poids mi-moyens de l'UFC.                       |
| Victoire | 19-3-1 | Darren Till      | Soumission (D’arce Choke)             | UFC 228: Woodley vs. Till                       | 9 septembre 2018  | 2     | 5:00  | Texas, Dallas, États-Unis               | Défend le titre des poids mi-moyens de l'UFC.                      |
| Victoire | 18-3-1 | Demian Maia      | Décision unanime                      | UFC 214: Jones vs. Cormier II                   | 29 juillet 2017   | 5     | 5:00  | Californie, Anaheim, États-Unis         | Défend le titre des poids mi-moyens de l'UFC.                      |
| Victoire | 17-3-1 | Stephen Thompson | Décision majoritaire                  | UFC 209: Woodley vs. Thompson II                | 4 mars 2017       | 5     | 5:00  | Las Vegas, Nevada, États-Unis           | Défend le titre des poids mi-moyens de l'UFC.                      |
| Égalité  | 16-3-1 | Stephen Thompson | Égalité majoritaire                   | UFC 205: Alvarez vs. McGregor                   | 12 novembre 2016  | 5     | 5:00  | New York États-Unis                     | Défend le titre des poids mi-moyens de l'UFC. Combat de la soirée. |
| Victoire | 16-3   | Robbie Lawler    | KO (coups de poing)                   | UFC 201: Lawler vs. Woodley                     | 30 juillet 2016   | 1     | 2:12  | Atlanta, Géorgie, États-Unis            | Remporte le titre des poids mi-moyens de l'UFC.                    |
| Victoire | 15-3   | Kelvin Gastelum  | Décision partagée                     | UFC 183: Silva vs. Diaz                         | 31 janvier 2015   | 3     | 5:00  | Las Vegas, Nevada, États-Unis           |                                                                    |
| Victoire | 14-3   | Kim Dong-Hyun    | TKO (coups de poing)                  | UFC Fight Night: Bisping vs. Le                 | 23 août 2014      | 1     | 1:01  | Macao                                   | Performance de la soirée.                                          |
| Défaite  | 13-3   | Rory MacDonald   | Décision unanime                      | UFC 174: Johnson vs. Bagautinov                 | 14 juin 2014      | 3     | 5:00  | Vancouver, Colombie-britannique, Canada |                                                                    |
| Victoire | 13-2   | Carlos Condit    | TKO (coups de pied aux jambes)        | UFC 171: Hendricks vs. Lawler                   | 15 mars 2014      | 2     | 2:00  | Dallas, Texas, États-Unis               |                                                                    |
| Victoire | 12-2   | Josh Koscheck    | KO (coups de poing)                   | UFC 167: St-Pierre vs. Hendricks                | 16 novembre 2013  | 1     | 4:38  | Las Vegas, Nevada, États-Unis           | KO de la soirée.                                                   |
| Défaite  | 11-2   | Jake Shields     | Décision partagée                     | UFC 161: Evans vs. Henderson                    | 15 juin 2013      | 3     | 5:00  | Winnipeg, Manitoba, Canada              |                                                                    |
| Victoire | 11-1   | Jay Hieron       | KO (coups de poing)                   | UFC 156: Aldo vs. Edgar                         | 2 février 2013    | 1     | 0:36  | Las Vegas, Nevada, États-Unis           |                                                                    |
| Défaite  | 10-1   | Nate Marquardt   | KO (coups de coude et coups de poing) | Strikeforce: Rockhold vs. Kennedy               | 14 juillet 2012   | 4     | 1:39  | Portland, Oregon, États-Unis            | Pour le titre des poids mi-moyens du Strikeforce.                  |
| Victoire | 10-0   | Jordan Mein      | Décision partagée                     | Strikeforce: Rockhold vs. Jardine               | 7 janvier 2012    | 3     | 5:00  | Las Vegas, Nevada, États-Unis           |                                                                    |
| Victoire | 9-0    | Paul Daley       | Décision unanime                      | Strikeforce: Fedor vs. Henderson                | 30 juillet 2011   | 3     | 5:00  | Hoffman Estates, Illinois, États-Unis   |                                                                    |
| Victoire | 8-0    | Tarec Saffiedine | Décision unanime                      | Strikeforce Challengers: Woodley vs. Saffiedine | 7 janvier 2011    | 3     | 5:00  | Nashville, Tennessee, États-Unis        |                                                                    |
| Victoire | 7-0    | André Galvão     | TKO (coups de poing)                  | Strikeforce: Diaz vs. Noons II                  | 9 octobre 2010    | 1     | 1:48  | San Jose, Californie, États-Unis        |                                                                    |
| Victoire | 6-0    | Nathan Coy       | Décision partagée                     | Strikeforce Challengers: Lindland vs. Casey     | 21 mai 2010       | 3     | 5:00  | Portland, Oregon, États-Unis            |                                                                    |
| Victoire | 5-0    | Rudy Bears       | Soumission (étranglement bras-tête)   | Strikeforce Challengers: Woodley vs. Bears      | 20 novembre 2009  | 1     | 2:52  | Kansas City, Kansas, États-Unis         |                                                                    |
| Victoire | 4-0    | Zach Light       | Soumission (clé de bras)              | Strikeforce Challengers: Kennedy vs. Cummings   | 25 septembre 2009 | 2     | 3:38  | Bixby, Oklahoma, États-Unis             |                                                                    |
| Victoire | 3-0    | Salvador Woods   | Soumission (brabo choke)              | Strikeforce: Lawler vs. Shields                 | 6 juin 2009       | 1     | 4:20  | Saint Louis, Missouri, États-Unis       |                                                                    |
| Victoire | 2-0    | Jeff Carstens    | Soumission (étranglement arrière)     | Respect Is Earned: Brotherly Love Brawl         | 30 avril 2009     | 1     | 0:48  | Oaks, Pennsylvanie, États-Unis          |                                                                    |
| Victoire | 1-0    | Steve Schneider  | Soumission (coups de poing)           | Headhunter Productions: The Patriot Act 1       | 7 février 2009    | 1     | 1:09  | Columbia, Missouri, États-Unis          |                                                                    |

## Palmarès en boxe anglaise
| 2 combats       | 0 victoires | 2 défaites |
| Avant la limite | 0           | 1          |
| Sur décision    | 0           | 1          |

## Filmographie
- 2019 : Hawaii 5-0 : Kalino (saison 9, episode 17)